# 1240 Centenaria
1240 Centenaria је астероид главног астероидног појаса. Приближан пречник астероида је 58,85 ,
а средња удаљеност астероида од Сунца износи 2,870 астрономских јединица (АЈ).
Инклинација (нагиб) орбите у односу на раван еклиптике је 10,151 степени, а орбитални период износи 1776,460 дана (4,863 године). Ексцентрицитет орбите астероида износи 0,170.
Апсолутна магнитуда астероида износи 9,70 а геометријски албедо 0,067.
Астероид је откривен 5. фебруара 1932. године.